# Dryopteris maximowicziana
Dryopteris maximowicziana är en träjonväxtart som först beskrevs av Friedrich Anton Wilhelm Miquel, och fick sitt nu gällande namn av Carl Frederik Albert Christensen. Dryopteris maximowicziana ingår i släktet Dryopteris och familjen Dryopteridaceae. Inga underarter finns listade.